# Sapfokomet
Sapfokomet (Sappho sparganurus) är en fågel i familjen kolibrier.

## Utseende och läte
Sapfokometen är en omisskännlig och spektakulärt färgad kolibri. Hanen är guldgrön ovan, övergående i den långa rödglänsande stjärten. Honan har också en unikt utdragen röd stjärt. 

## Utbredning och systematik
Arten är den enda i släktet Sappho. Den förekommer i Anderna och delas in i två underarter med följande utbredning:
- S. s. sparganurus – norra och centrala Bolivia, tillfälligtvis möjligen i södra Peru (Puno)
- S. s. sapho – södra Bolivia till västra Argentina och norra Chile

## Levnadssätt
Sapfokometen hittas i arida och öppna i miljöer i bergstrakter upp till och ovanför trädgräsen. Den verkar vara vanligast kring blommande Cardon-kaktusar och blåtobak.

## Status
Arten har ett stort utbredningsområde och beståndet anses stabilt. Internationella naturvårdsunionen IUCN listar den därför som livskraftig (LC).

## Bilder

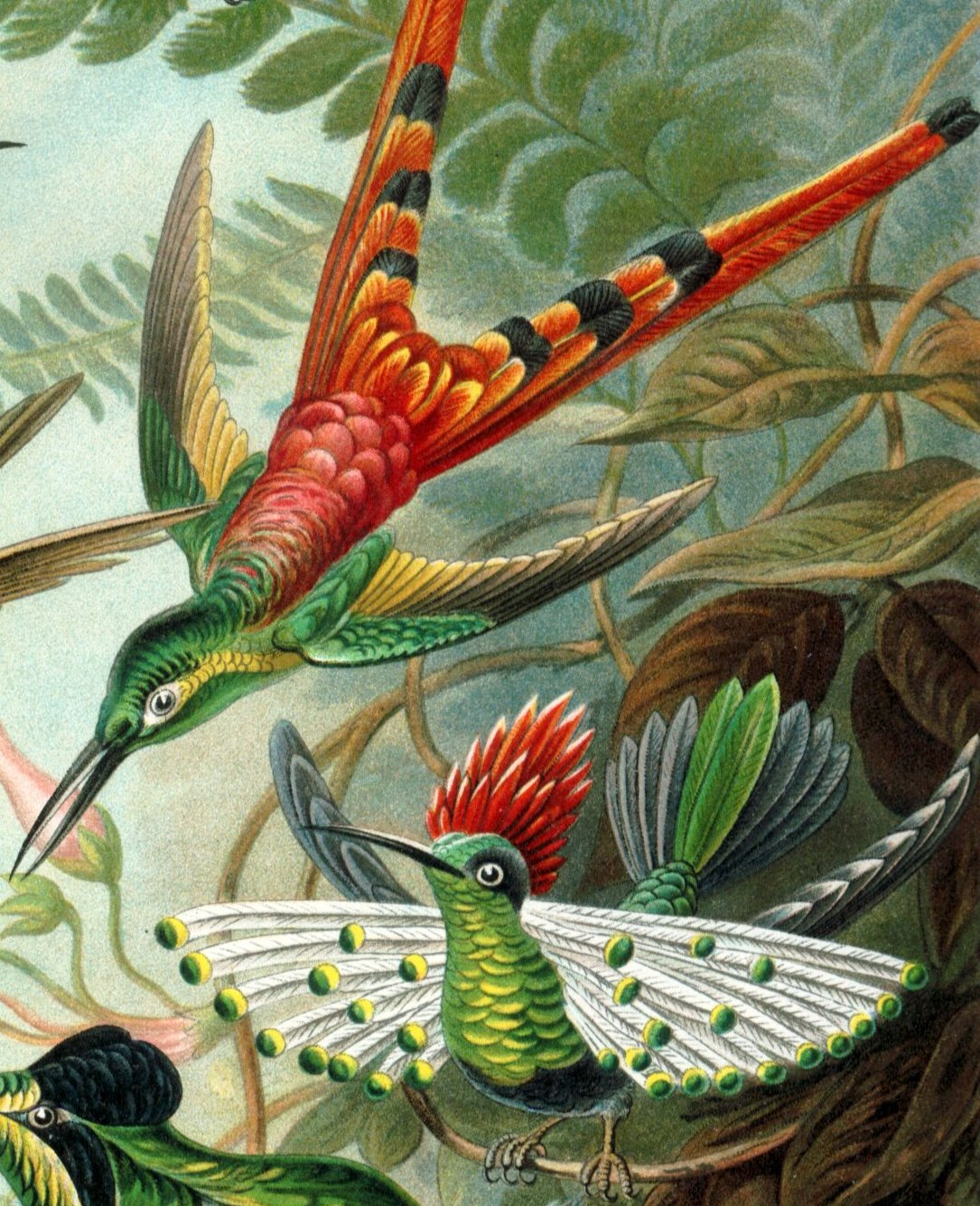
Teckning som visar sapfokomet (överst) och savannkokett (underst)
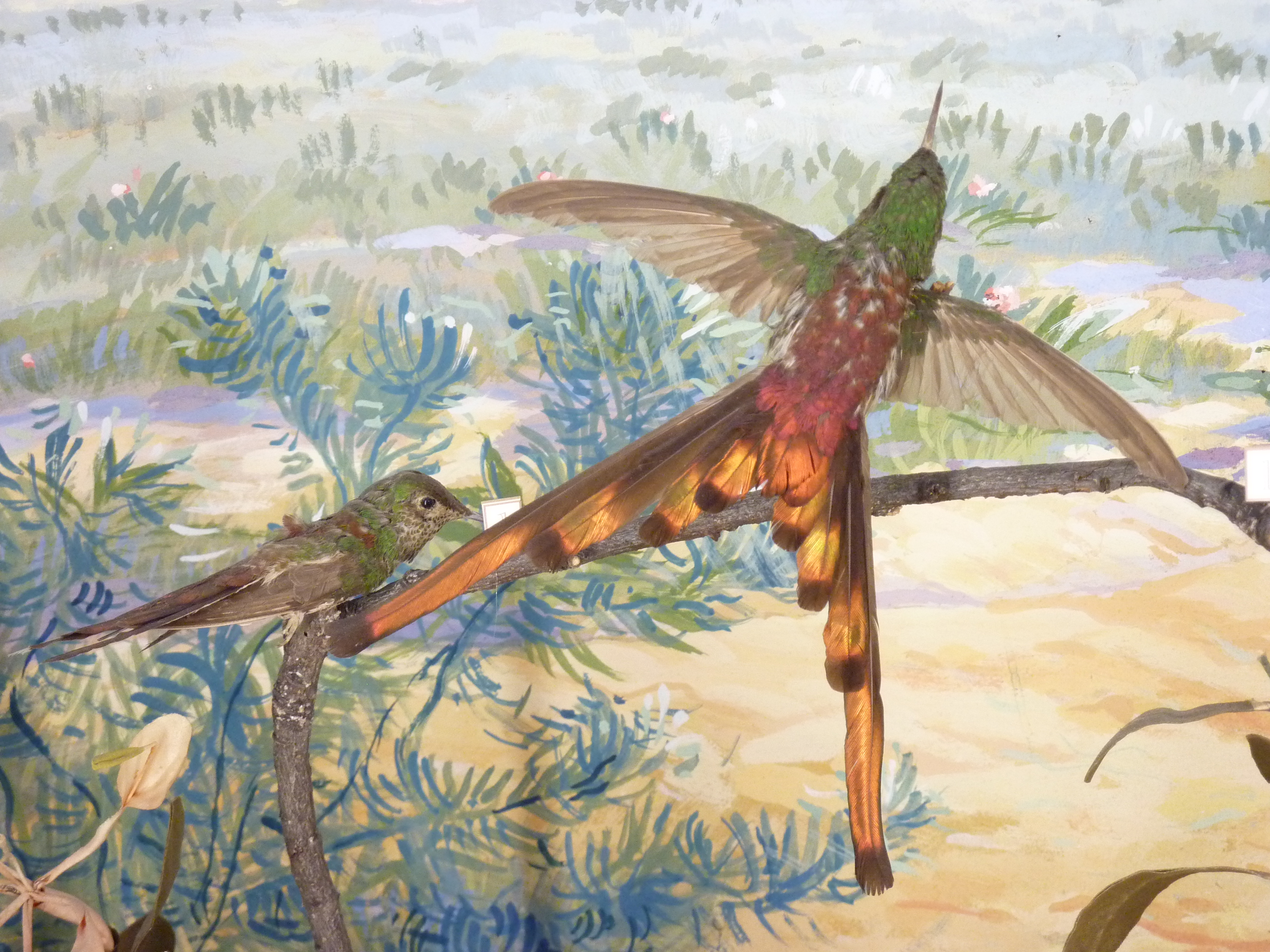
Uppstoppad sapfokomet, stjärtfjädrarna är långa och vackert färgade
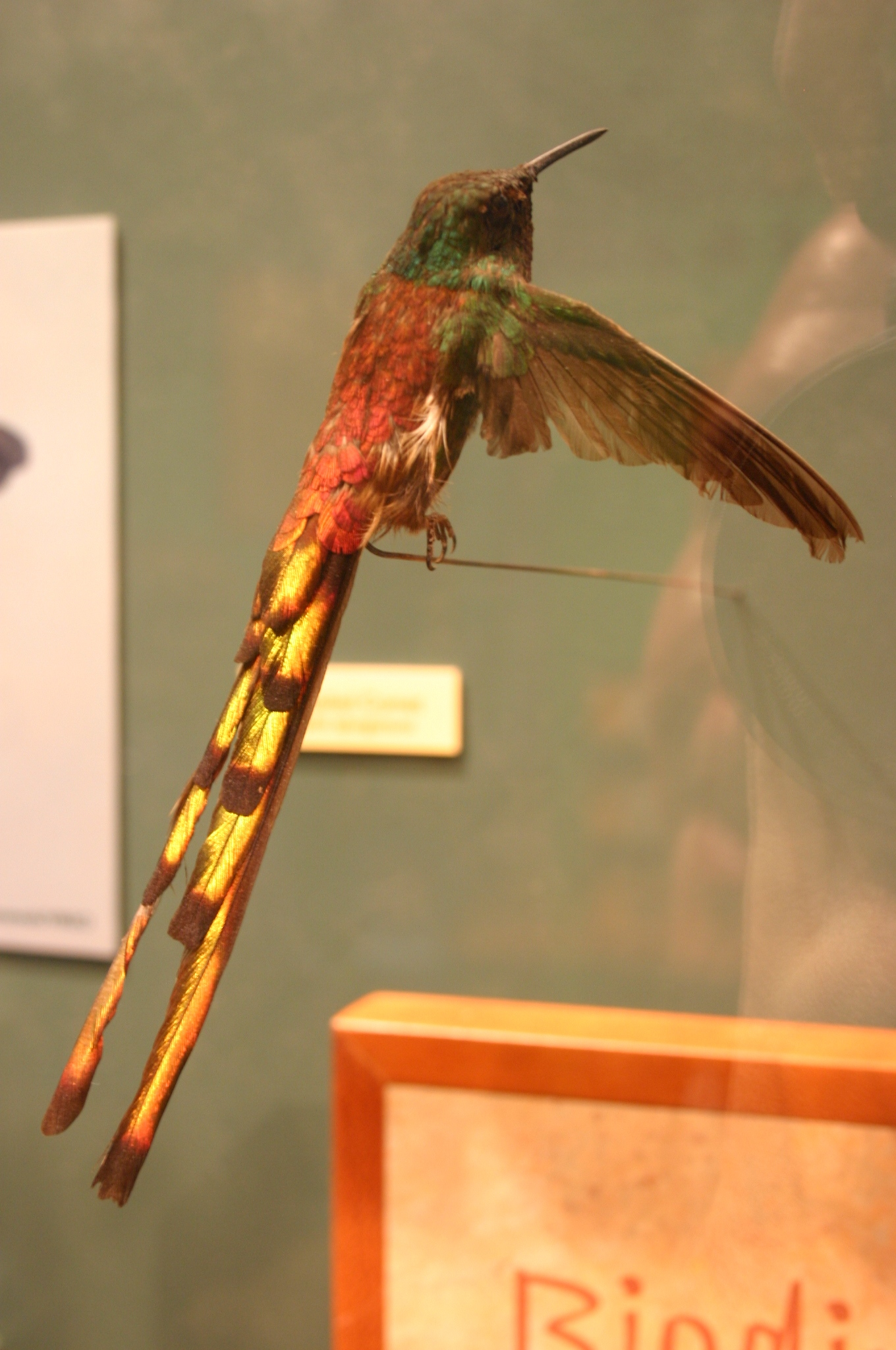